# Stenelytrana
Stenelytrana is een kevergeslacht uit de familie van de boktorren (Cerambycidae). De wetenschappelijke naam van het geslacht werd voor het eerst geldig gepubliceerd in 1848 door Gistel.

## Soorten
Stenelytrana omvat de volgende soorten:
- Stenelytrana emarginata (Fabricius, 1787)
- Stenelytrana gigas (LeConte, 1873)
- Stenelytrana splendens (Knull, 1935)